# Кориот, Иосиф
Иосиф (Юзеф) Кориот  (пол. Józef Koriot (подписывался также, как Koryot или Koriott), 24 марта 1785, Решель, Вармия — 25 марта 1855, Варшава, Польша) — военный картограф и топограф, офицер армии Варшавского герцогства, полковник Войска польского Царства Польского, генерал-лейтенант Русской императорской армии.

## Биография
Иосиф Кориот родился в немецкой семье. 1 января 1807 года поступил на службу в армию Варшавского герцогства, сначала кадетом артиллерийского подразделения в Варшаве, затем подпоручиком Инженерно-артиллерийского подготовительного училища.
В 1809 году Кориот принял участие на стороне Наполеона в сражениях против Австрии, после завершения кампании был ассистентом, а затем преподавателем артиллерийского училища. Был членом административного совета Инженерного корпуса.
1 апреля 1810 года ему был присвоен чин поручика, а 20 января 1812 года — капитана саперов.
В 1813 году будучи офицером штаба корпуса Юзефа Понятовского принимал участие в наполеоновских войнах — в сражении при Дрездене, битве народов под Лейпцигом и Ханау, за что был награждён Золотым крестом ордена Virtuti Militari.
За мужество в кампании 1814 года во Франции против русско-прусско-австрийских войск получил Кавалерский крест французского Орден Почётного легиона и чин майора.
В последующие годы Иосиф Кориот участвовал в работе топографического отдела Инженерного корпуса (с 1815 года в качестве заместителя начальника) и преподавал начертательную геометрию в Варшавском университете и Инженерно-артиллерийском подготовительном училище, где с 1820 года был профессором начертательной геометрии и полевой фортификации. 21 мая того же года он был повышен в звании до подполковника.
Иосиф Кориот участвовал в Ноябрьском восстании 1831—1832 годов, во время которого сооружал укрепления и окопы под Варшавой, после чего он был повышен до звания полковника.
После поражения восстания написал повинную и был амнистирован царским правительством; в 1832 году принят на службу в русскую армию в качестве подполковника корпуса военных топографов.
В 1835 году произведен в полковники, в 1837 году стал генерал-майором, а в 1844 году — генерал-лейтенантом Русской императорской армии.
16 марта 1844 года вышел в отставку. Иосиф Кориот, г. Каменец, 09.04.1840 жалован дипломом на потомственное дворянское достоинство Царства Польского.
Плохое знание польского и французского языков не позволили Иосифу Кориоту достичь значительных успехов в качестве преподавателя. Однако, он был трудолюбивым и высокопрофессиональным специалистом и оставил большое количество подготовленных им карт и планов, которые до настоящего времени имеют историческую ценность, в том числе района варшавского пригорода Мокотува Чернякова и его окрестностей (1813), крепости Модлин (1814), крепости Замостье (1818). Он принимал участие в разработке нескольких последующих планов Варшавы, в том числе на основании его собственной системы триангуляции и топографическая карты Царства Польского (1843).

## Источник
- Polski Słownik Biograficzny, t.14